# Terningen fyr
Terningen fyr (norsk Terningen fyrstasjon) er et ledefyr som ligger i Trondheimsleia på en ø mellem fastlandet og Hitra ved indløbet til Hemnfjorden i Hitra, Sør-Trøndelag.
Fyret står omkring 1,2 km sydvest for Jøsnøya. Fyrstationen blev oprettet i 1833. Fyret består af et tolv meter højt betontårn og har en lyshøjde på 17,8 meter over havet. Dette giver en lysvidde på 13,4 nautiske mil. Fyret blev affolket og automatiseret i 1991.
Terningen fyrstation, der er fredet, bliver i dag vedligeholdt af Terningens Venner og bliver udlejet til overnatning.